# Calotes minor
Calotes minor is een hagedis uit de familie agamen (Agamidae).

## Naam en indeling
De wetenschappelijke naam van de hagedis werd voor het eerst voorgesteld door Thomas Hardwicke en John Edward Gray in 1827. Oorspronkelijk werd de naam Agama minor gebruikt. Later werd de agame tot de geslachten Charasia, Laudakia en het niet langer erkende Brachysaura gerekend. Het was lange tijd de enige soort uit het monotypische geslacht Brachysaura.

## Verspreiding en habitat
Calotes minor komt voor in delen van zuidwestelijk Azië en leeft in de landen Bangladesh, India en Pakistan.
De habitat bestaat uit drogere gebieden zoals woestijnen en droge bossen. Vaak wordt geschuild in holen tussen doornstruiken.

## Levenswijze

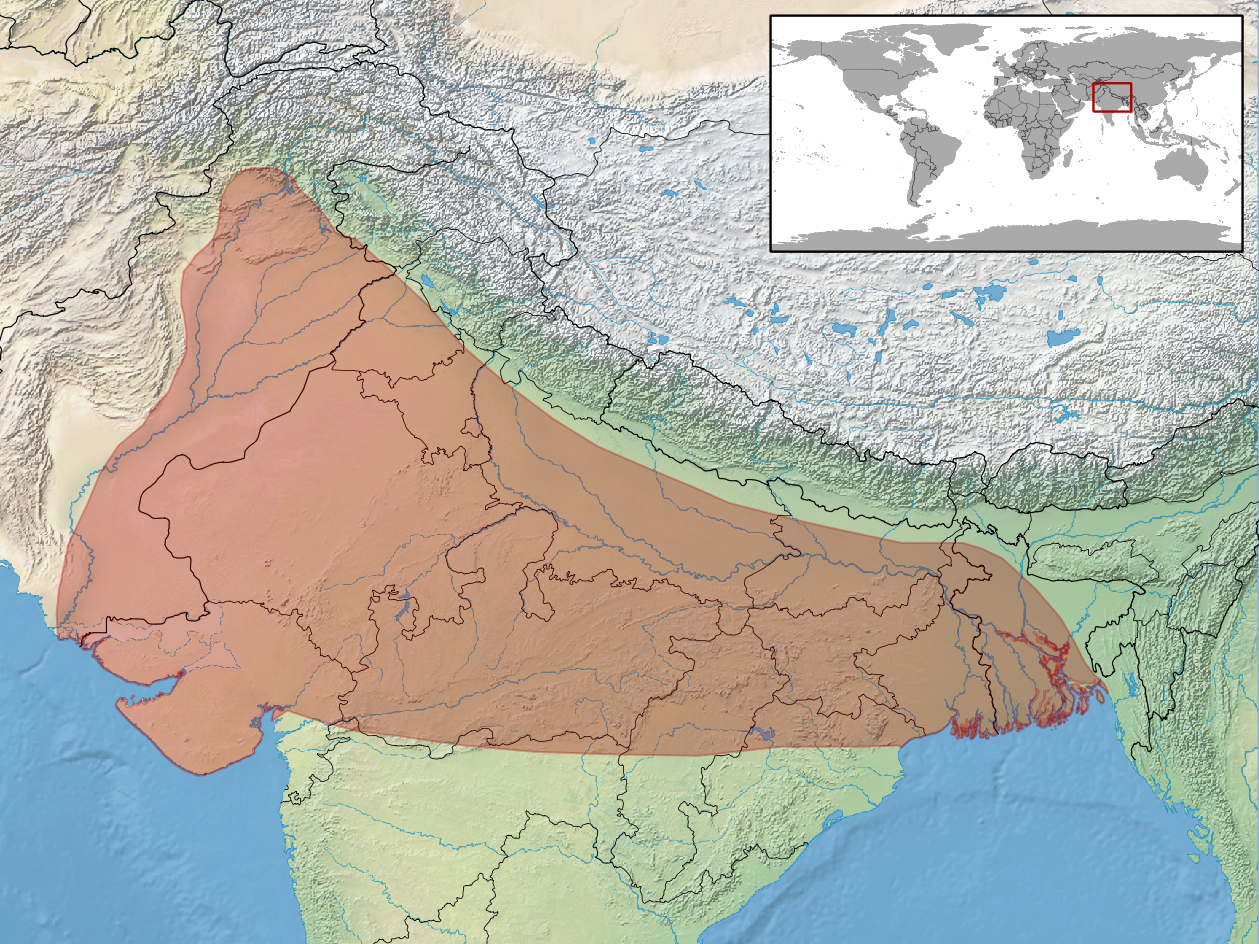
Verspreidingsgebied in het rood.

Calotes minor is overdag en in de schemering actief. De vrouwtjes zetten eieren af in de bodem. Per legsel worden vier tot zes eieren afgezet.

## Beschermingsstatus
Door de internationale natuurbeschermingsorganisatie IUCN is de beschermingsstatus 'onzeker' toegewezen (Data Deficient of DD).